# 蒙福尔勒热努瓦
蒙福尔勒热努瓦（法語：Montfort-le-Gesnois，法語發音：[mɔ̃fɔʁ lə ʒɛnwa]）是法国萨尔特省的一个市镇，属于马梅尔斯区。

## 地理
蒙福尔勒热努瓦（48°2'54"N, 0°25'6"E）面积18.74 平方千米，位于法国卢瓦尔河地区大区萨尔特省，该省份为法国西北部内陆省份，北起顺时针与奥恩省、厄尔-卢瓦省、卢瓦-谢尔省、安德尔-卢瓦尔省、曼恩-卢瓦尔省和马耶讷省接壤，是法国大西部的入口，连接卢瓦尔河谷、布列塔尼和巴黎盆地。
与蒙福尔勒热努瓦接壤的市镇（或旧市镇、城区）包括：隆布龙、苏利特雷、科内雷、圣科尔内耶、圣马尔拉布里耶尔。

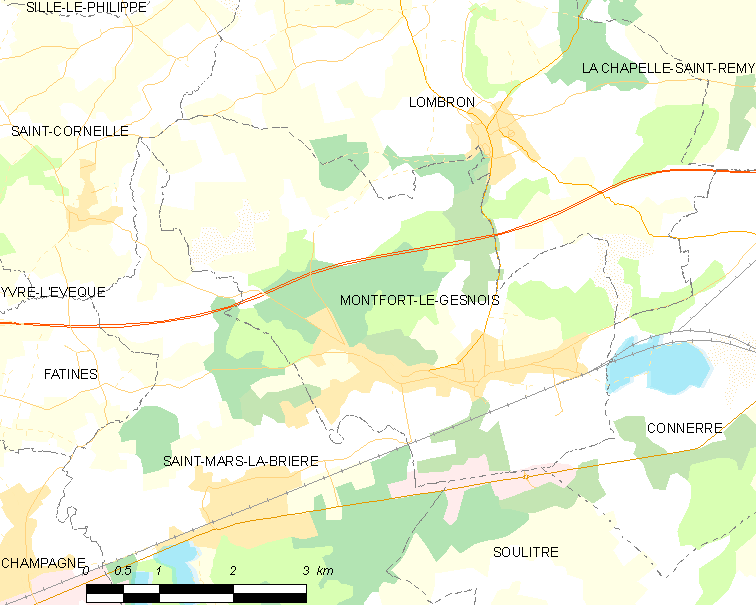
蒙福尔勒热努瓦的OSM定位图

蒙福尔勒热努瓦的时区为UTC+01:00、UTC+02:00（夏令时）。

## 行政
蒙福尔勒热努瓦的邮政编码为72450，INSEE市镇编码为72241。

## 政治
蒙福尔勒热努瓦所属的省级选区为萨维涅莱韦克县。

## 人口

1962-2008年间蒙福尔勒热努瓦人口变化图示

蒙福尔勒热努瓦于2022年1月1日时的人口数量为2928人。